# Marie Meza
Marie Laura Meza Peraza, född 20 november 1990, är en costaricansk simmare.
Meza tävlade för Costa Rica vid olympiska sommarspelen 2012 i London, där hon blev utslagen i försöksheatet på 100 meter fjärilsim. Vid olympiska sommarspelen 2016 i Rio de Janeiro blev Meza också utslagen i försöksheatet på 100 meter fjärilsim.